# Castelli catari

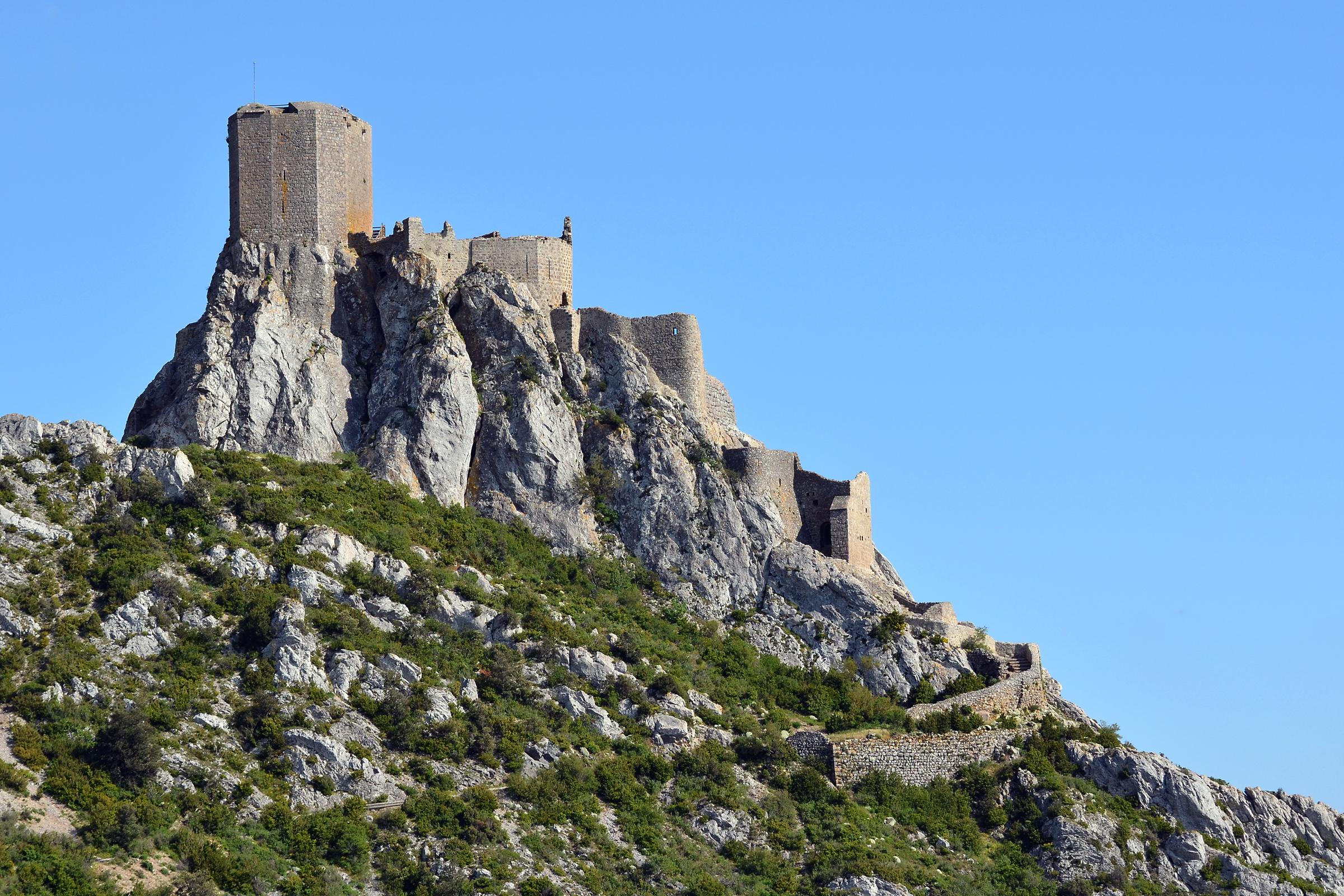
Castello di Queribus

I castelli catari sono fortificazioni costruite intorno al XII secolo nella regione francese della Linguadoca-Rossiglione, protagoniste della Crociata albigese. Fra queste abbiamo quelli di Montségur, Lastours/Cabaret, Peyrepertuse, Puivert, Puilaurens, Queribus, Termes, Aguilar o Roquefixade. Di essi non molto è rimasto in quanto quasi tutti vennero prese dai francesi, ricostruiti e riadattati al compito di sorveglianza dei confini meridionali contro il regno di Aragona.

## Storia

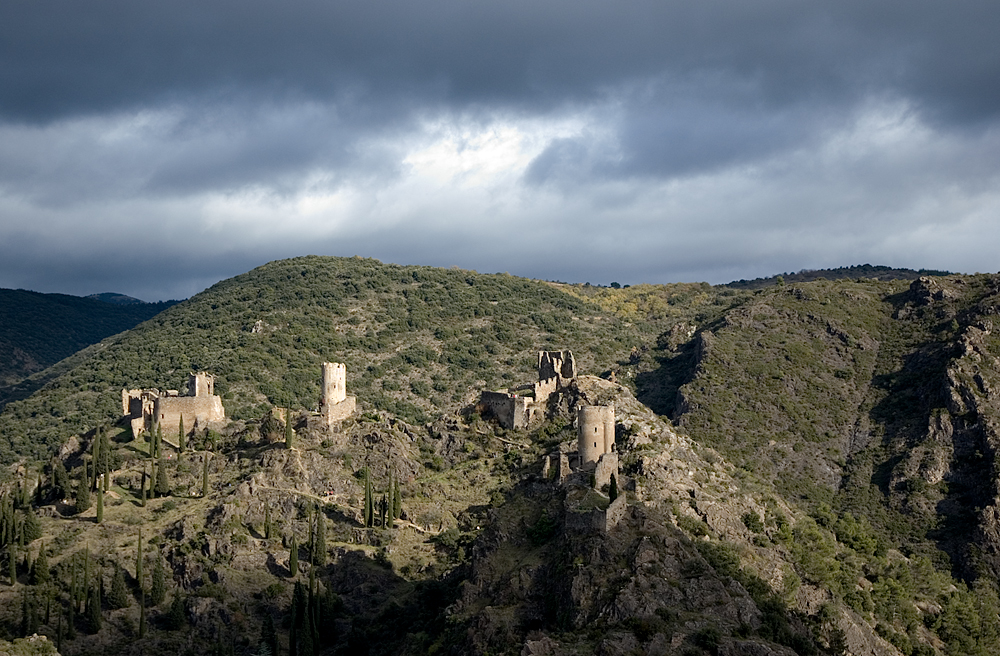
I quattro castelli che compongono il castello di Lastours. Da sinistra verso destra: Cabaret, Tour Régine, Surdespine e Quertinheux

In generale le rocche catare altro non erano che villaggi fortificati circondati da una cortina in pietra e, sovente, con al centro un torrione del signore locale. Un esempio è nel sito archeologico di Cabaret, facente parte dei castelli di Lastours, nell'Aude.
Tali fortificazioni erano poste in cima a colline rocciose (pog in occitano), il cui accesso era possibile solo attraverso uno stretto sentiero roccioso, facilmente difendibile. Per tal motivo, allorché i crociati e le forze francesi cercarono di assediarli, si trovarono di fronte a serie difficoltà, nonostante il numero relativamente esiguo di difensori. Spesso quindi si evitavano gli assalti, preferendo un lungo assedio.

Debolezza intrinseca delle fortificazioni catare era la mancanza di fonti d'acqua, a causa della loro posizione: vitali quindi erano le cisterne per la raccolta dell'acqua piovana. A Peyrepertuse e a Lastours tali strutture sono ancora visibili. Non poche furono le fortezze che dovettero arrendersi per la mancanza d'acqua.

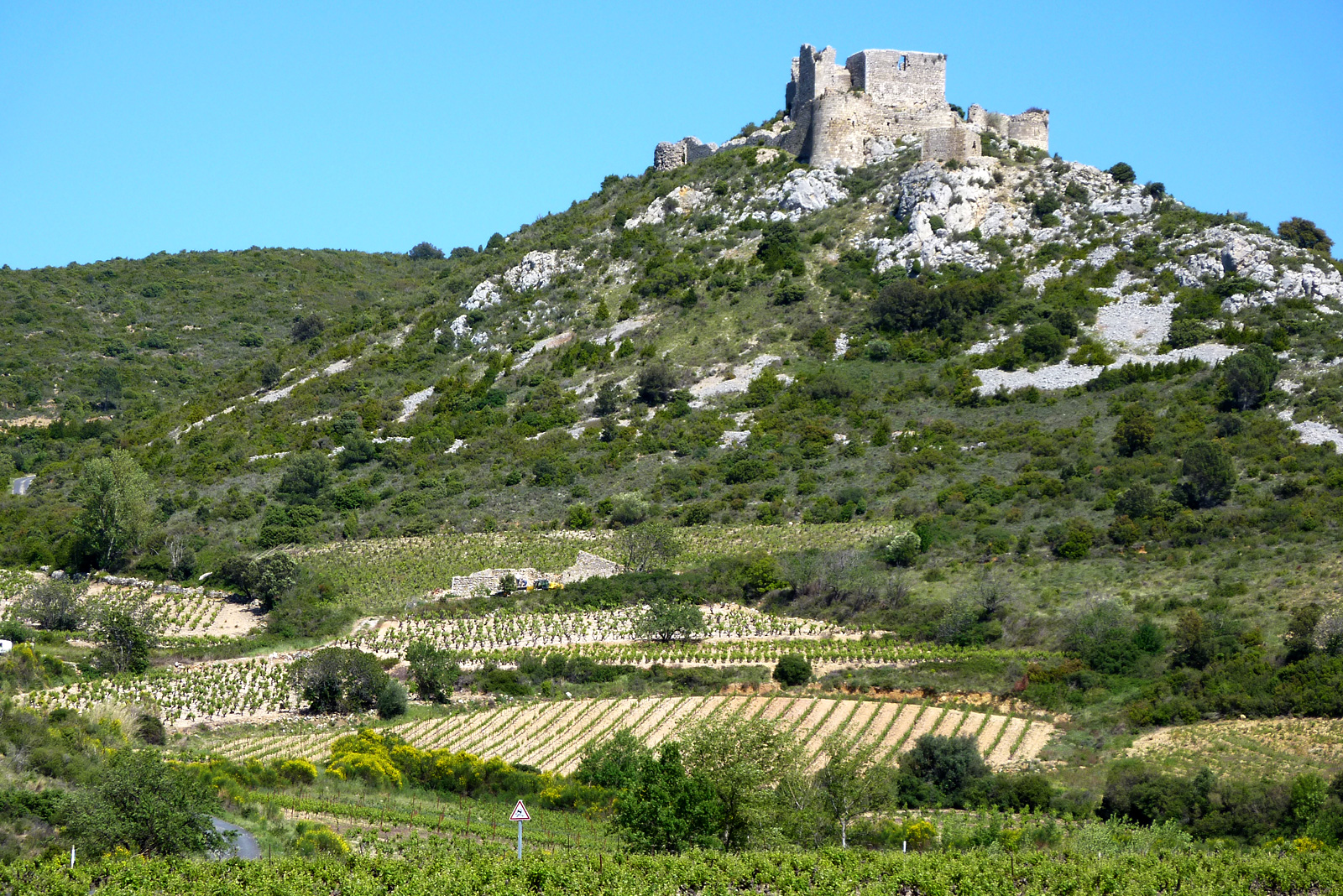
Castello di Aguilar

Con la fine della crociata albigese (1226), la città di Carcassonne e cinque castelli vennero elevati a fortificazioni reali, cioè dipendenti direttamente dalla Corona, con lo scopo di difendere il Rossiglionedal Regno di Aragona. I villaggi fortificati catari di Aguilar, Peyrepertuse, Termes, Puilaurens e Queribus vennero pertanto ricostruiti come castelli veri e propri, con dongione per il comandante della piazzaforte, e gli alloggi per gli armigeri. A Peyrepertuse nel 1260 trovavano posto, oltre al comandante, 9 "sergenti-in-armi" e 12 armigeri. Di questi castelli rimangono le rovine in quanto dalla fine del XVIII secolo lo scopo di tali fortificazioni venne meno e quindi furono abbandonate.
| Lastours Città di Carcassonne Puilaurens Montségur Puivert Arques Termes Villerouge- Termenès Peyrepertuse Quéribus Aguilar Tolosa Carcassonne Foix Minerve Narbona verso Montpellier verso Perpignano Mediterraneo |